# Disneyficatie
Disneyficatie is een doorgaans negatieve term waarmee wordt betoogd dat iets gaat lijken op de pretparken van The Walt Disney Company. Het wordt gebruikt voor bijvoorbeeld de samenleving als geheel of voor onderdelen daarvan.
De van oorsprong Engelse term disneyfication of disneyization wordt toegeschreven aan de Amerikaanse wetenschapper Peter Fallon die de term gebruikte. Hij wordt geciteerd in een boek dat in 1991 verscheen. De term dook nog in een ander werk op, maar kreeg algemene bekendheid met het boek The Disneyization of Society van Alan Bryman uit 2004.

## Gebruik
Met de term wordt geïmpliceerd dat kenmerken van de Disneyparken in de maatschappij doordringen, zoals homogenisering van consumptie, intensief gebruik van merchandising en de plicht voor werknemers om bepaalde emoties te veinzen bij contacten met klanten. Ook kan het gebruikt worden om te beweren dat een bestaande locatie of evenement van zijn originaliteit ontdaan wordt, om het in een standaard, opgeschoond format opnieuw te verpakken. In het geval van locaties wordt doorgaans betoogd dat wat er in de loop van tijd is ontstaan, vervangen wordt door een geïdealiseerd fineer van nostalgie en vriendelijkheid, kenmerkend voor Main Street, U.S.A. in de Disneyparken. 
De Franse filosoof Jean Baudrillard schreef over Disney:
"De hele Walt Disney-filosofie eet uit je hand met die schattige, kleine, sentimentele wezentjes in grijze bontjasjes. Ikzelf geloof dat achter die lachende oogjes een koud woest beest schuilgaat, dat ons angstaanjagend achtervolgt."
De term wordt ook gebruikt voor cultuuruitingen die een make-over krijgen, waarbij scherpe kantjes en negatieve associaties worden weggepoetst en/of het verhaal wordt gesimplificeerd. Een toerismeconsultant gebruikte de term begin 2015 om de druk van het massatoerisme op de stad Amsterdam te duiden.

## Facetten
Disneyficatie zou tot uiting komen door een of meer van de volgende facetten:
- Thematisering - een plaats of object in een bepaald thema inrichten en decoreren
- Combinatieverkoop - een divers aanbod van goederen en diensten op één plek onderbrengen, in de hoop dat consumenten die voor het één komen, ook iets van het andere aanschaffen
- Merchandising - stimuleren van de verkoop van bepaalde goederen door ze in verband te brengen met populaire cultuuruitingen
- Toneelspelend werken - van medewerkers verlangen dat ze naast verkoop of dienstverlening ook aan entertainment doen